# Indian Wells Open 2006 - Qualificazioni doppio femminile
Le qualificazioni del doppio femminile dell'Indian Wells Open 2006 sono state un torneo di tennis preliminare per accedere alla fase finale della manifestazione. Le vincitrici dell'ultimo turno sono entrate di diritto nel tabellone principale. In caso di ritiro di una o più coppie aventi diritto a queste sono subentrati le lucky loser, ossia le coppie di giocatrici che hanno perso nell'ultimo turno ma che avevano una classifica più alta rispetto alle altre partecipanti che avevano comunque perso nel turno finale.
Le qualificazioni del doppio del torneo Indian Wells Open 2006 prevedevano 8 coppie partecipanti di cui una è entrata nel tabellone principale.

## Teste di serie
1. Al'ona Bondarenko /  Kateryna Bondarenko (secondo turno)

1. Tat'jana Puček /  Nastas'sja Jakimava (ultimo turno)

## Tabellone

### Legenda
| - Q = Qualificato - WC = Wild card - LL = Lucky loser | - ALT = Alternate - SE = Special Exempt - PR = Protected Ranking | - w/o = Walkover - r = Ritirato - d = Squalificato |

|  | Quarti di finale                        | Quarti di finale                        | Quarti di finale                        | Quarti di finale                        | Quarti di finale |  |  | Semifinali                              | Semifinali                              | Semifinali                              | Semifinali                              | Semifinali                         |   |   | Finale                        | Finale                        | Finale                        | Finale | Finale |  |
|  |                                         |                                         |                                         |                                         |                  |  |  |                                         |                                         |                                         |                                         |                                    |   |   |                               |                               |                               |        |        |  |
|  | 1                                       | Al'ona Bondarenko Kateryna Bondarenko   | Al'ona Bondarenko Kateryna Bondarenko   | Al'ona Bondarenko Kateryna Bondarenko   | 8                |  |  |                                         |                                         |                                         |                                         |                                    |   |   |                               |                               |                               |        |        |  |
|  |                                         | Maria Fernanda Alves Ahsha Rolle        | Maria Fernanda Alves Ahsha Rolle        | Maria Fernanda Alves Ahsha Rolle        | 5                |  |  | Al'ona Bondarenko Kateryna Bondarenko   | Al'ona Bondarenko Kateryna Bondarenko   | Al'ona Bondarenko Kateryna Bondarenko   | Al'ona Bondarenko Kateryna Bondarenko   | 6                                  |   |   |                               |                               |                               |        |        |  |
|  | Anna Čakvetadze Elena Vesnina           | Anna Čakvetadze Elena Vesnina           | Anna Čakvetadze Elena Vesnina           | Anna Čakvetadze Elena Vesnina           | 8                |  |  | Anna Čakvetadze Elena Vesnina           | Anna Čakvetadze Elena Vesnina           | Anna Čakvetadze Elena Vesnina           | Anna Čakvetadze Elena Vesnina           | 8                                  |   |   |                               |                               |                               |        |        |  |
|  | Kristina Brandi Julia Vakulenko         | Kristina Brandi Julia Vakulenko         | Kristina Brandi Julia Vakulenko         | Kristina Brandi Julia Vakulenko         | 2                |  |  |                                         |                                         |                                         |                                         |                                    |   |   | Anna Čakvetadze Elena Vesnina | Anna Čakvetadze Elena Vesnina | Anna Čakvetadze Elena Vesnina | 6      | 6      |  |
|  | Arantxa Parra-Santonja Milagros Sequera | Arantxa Parra-Santonja Milagros Sequera | Arantxa Parra-Santonja Milagros Sequera | Arantxa Parra-Santonja Milagros Sequera | 8                |  |  |                                         |                                         | Tat'jana Puček Nastas'sja Jakimava      | Tat'jana Puček Nastas'sja Jakimava      | Tat'jana Puček Nastas'sja Jakimava | 0 | 3 |                               |                               |                               |        |        |  |
|  | Claire Curran Casey Dellacqua           | Claire Curran Casey Dellacqua           | Claire Curran Casey Dellacqua           | Claire Curran Casey Dellacqua           | 6                |  |  | Arantxa Parra-Santonja Milagros Sequera | Arantxa Parra-Santonja Milagros Sequera | Arantxa Parra-Santonja Milagros Sequera | Arantxa Parra-Santonja Milagros Sequera | 80                                 |   |   |                               |                               |                               |        |        |  |
|  | 2                                       | Tat'jana Puček Nastas'sja Jakimava      | Tat'jana Puček Nastas'sja Jakimava      | Tat'jana Puček Nastas'sja Jakimava      | 9                |  |  | Tat'jana Puček Nastas'sja Jakimava      | Tat'jana Puček Nastas'sja Jakimava      | Tat'jana Puček Nastas'sja Jakimava      | Tat'jana Puček Nastas'sja Jakimava      | 9                                  |   |   |                               |                               |                               |        |        |  |
|  |                                         | Neha Uberoi Shikha Uberoi               | Neha Uberoi Shikha Uberoi               | Neha Uberoi Shikha Uberoi               | 85               |  |  |                                         |                                         |                                         |                                         |                                    |   |   |                               |                               |                               |        |        |  |